# Oligotrichum dendroides
Oligotrichum dendroides là một loài rêu trong họ Polytrichaceae. Loài này được (Brid. ex Hedw.) Kindb. mô tả khoa học đầu tiên năm 1888.